# Gravina di Laterza
La gravina di Laterza è una incisione erosiva profonda anche più di 200 metri, molto simile ai canyon americani, situata nel comune di Laterza in Puglia. 
Nel 1999 la LIPU istituì l'Oasi Gravina di Laterza, un'area naturale protetta, per via delle diverse specie di uccelli, anche rari, come il capovaccaio, che si trovano nel sito.

## Geografia
La gravina lambisce il comune di Laterza e si estende per 12 chilometri nel territorio rurale, con svariate anse, ed è profonda, in alcuni punti, più di duecento metri e larga più di quattrocento. Presenta anche pareti molto ripide, quasi verticali, utilizzate per arrampicate (free climbing). Al suo interno è presente l'Oasi LIPU Gravina di Laterza per la tutela e la protezione degli uccelli. Infatti nella gravina sono presenti diverse specie di volatili come il capovaccaio, il falco lanario, il corvo imperiale, il falco pellegrino, il grillaio e altre specie di rapaci, spesso endemici. La Gravina fa parte dell'area delle Gravine, di cui è la più grande nella provincia di Taranto, e la seconda in Europa, e del Parco naturale regionale Terra delle Gravine, istituito in Puglia nel 2005 per tutelarne il patrimonio paesaggistico e faunistico. È classificata tra i siti di interesse comunitario della Puglia SIC IT9130007(Direttiva 92/43/CEE).

## Composizione del territorio e delle colline
La composizione del terreno è soprattutto di rocce calcaree risalenti al Cretaceo, quindi erose, dopo la loro emersione, dal torrente che vi scorre all'interno. Ci sono resti fossili di crostacei e molluschi di epoca preistorica, testimonianti l'habitat precedentemente all'emersione dei territori. I due principali tipi di roccia sono la calcarenite e il Calcare di Altamura, ben visibili nella parte superiore delle pareti. Le profonde fratturazioni della roccia hanno creato grotte e pinnacoli di grande carattere suggestivo, nonché importantissimi biomi per la nidificazione dell'avifauna.

## Flora e fauna

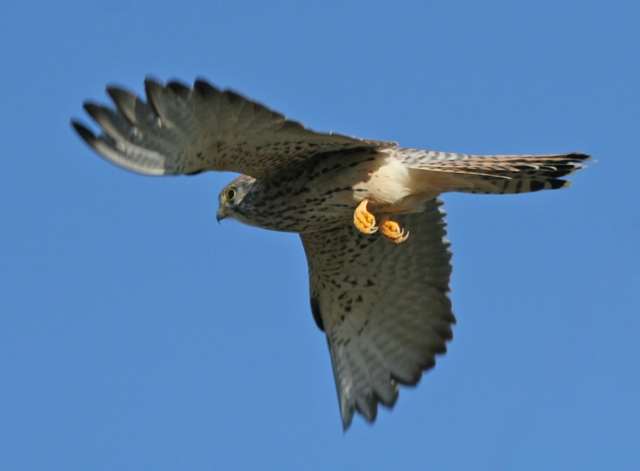
Il grillaio

La morfologia del territorio fa sì che ci sia una zona incontaminata sul fondo, difficilmente raggiungibile nonostante l'antropizzazione dei terreni circostanti, per cui molte specie animali e vegetali vi hanno trovato rifugio. Lungo le pareti rocciose sono presenti numerose grotte, sia di modeste dimensioni, in cui nidificano gheppi e falchi pellegrini, sia di grandi dimensioni, in cui troviamo il sopracitato capovaccaio, il corvo imperiale e il gufo reale, il grillaio nonché numerose altre specie, rapaci e non. Le grotte di piccole dimensioni, invece, sono abitate da otto specie di chirotteri.
Inoltre nelle zone forestali adiacenti sono presenti cinghiali, faine, volpi, e specie di uccelli come l'occhiocotto, le Cince, il passero solitario, la monachella, la sterpazzolina, lo scricciolo, tipici della fauna mediterranea. Da segnalare specie come il geco di Kotschy e il colubro leopardino, due rettili presenti solo in puglia, poiché nel miocene era presente un ponte di terra con la penisola balcanica.
La flora è costituita prevalentemente dalla macchia mediterranea, ma gli speciali habitat presenti consentono la crescita di specie rare e transadriatiche, come le orchidee selvatiche (oltre 50 specie presenti), il leccio, il fragno, la quercia vallonea, la campanula versicolor.